# Letícia Carolina
Letícia Carolina Nascimento (Parnaíba, Piauí) es una autora, pedagoga y profesora académica brasileña, investigadora en el área de Género y Educación. Fue la primera mujer travesti en ocupar una cátedra en una universidad pública de Piauí, la Universidad Federal de Piauí (UFPI). Letícia es conocida por ser la autora del libro Transfeminismo, publicado por Coleção Feminismos Plurais en 2021, convirtiéndose en una referente contemporánea de los estudios sobre el tema del transfeminismo. Además, también trabaja como activista del Foro Nacional de Travestis y Transexuales Negras y Negras (FONATRANS).

## Biografía
Letícia nació en Parnaíba y fue criada por sus abuelos maternos, luego de que su madre muriera cuando ella tenía apenas 10 años. Se licenció en Pedagogía y a los 24 años terminó su maestría en Educación en la Universidad Federal de Piauí.
Fue docente de escuela primaria durante siete años en el sistema escolar público de la ciudad de Luís Correia. Letícia se declaró abiertamente gay a los 18 años, pero luego comenzó su proceso de transición mientras estaba dando clases. Según sus propias declaraciones, la escuela era el único lugar donde aún mantenía una identidad masculina. En 2015 comenzó a ejercer como docente suplente en la Universidad Estadual de Piauí (Uespi), donde ingresó con su identidad civil masculina.
En 2017, a los 27 años, empezó a admitir públicamente su identidad travesti, cuando dio una conferencia sobre teoría queer llamada Corpo Sem Órgãos. Allí se presentó como Letícia. Letícia habló públicamente de su miedo a cambiar su nombre en sus documentos debido a la producción académica, con artículos publicados con su nombre civil y artículos más recientes como Letícia Carolina. 
Letícia prestó juramento en 2019 como profesora de la Universidad Federal de Piauí (UFPI), convirtiéndose así en la primera travesti en ocupar un cargo docente en el Estado de Piauí.
En 2021, Letícia Carolina publicó el libro Transfeminismo, de Coleção Feminismos Plurais, una colección literaria coordinada por Djamila Ribeiro en colaboración con Selo Sueli Carneiro y Jandaíra Livros.
Como autora, participó del Flip, Festival Literario Internacional de Paraty, en 2020 en la mesa Literatura con Causa junto al también profesor y autor Guilherme Terreri (Rita Von Hunty).  También participó de la Bienal del Libro de Río en 2021 en la mesa: “Voces LGBTQIAP+: ¿Qué sigue?” junto a Renan Quinalha y Natalia Borges Polesso. 
En 2022, Letícia Carolina publicó la traducción de su libro Transfeminismo al francés con el título: Le transféminisme, géneros y transidentités por Éditions Anacaona, editorial que se destacó en la traducción de títulos brasileños sobre feminismo, cuestiones raciales e interseccionales.
En español, se publicó un artículo titulado Transvestis Negras en Brasil: vidas precarias más allá de la pandemia en el libro “De despojos y luchas por la vida”, publicado por el Consejo Latinoamericano de Ciencias Sociales (Clacso).

## Obras
Algunas publicaciones seleccionadas: 
- 2019: “LAERTE-SE” E “TOMBOY”: CONVITES ÀS EXPERIMENTAÇÕES DE SI, Revista Ambivalências 7.
- 2020: Reflexões em Torno da Saúde da População LGBT: Cruzando Temas, Problemas e Perspectivas Revista Brasileira de Estudos da Homocultura
- 2020: Eu Não Vou Morrer, Revista Inter-Legere
- 2021: Transfeminismo, Selo Sueli Carneiro-Editora Jandaíra[12]